# Tim Burke (baseball)
Pour les articles homonymes, voir Tim Burke et Burke.
Timothy Philip Burke (né le 19 février 1959 à Omaha, Nebraska, États-Unis), est un ancien lanceur de relève droitier au baseball. Il a joué dans les Ligues majeures de 1985 à 1992 pour les Expos de Montréal, les Mets de New York et les Yankees de New York.
Il a participé au match des étoiles du baseball majeur en 1989 et conservé une moyenne de points mérités en carrière de 2,72.

## Carrière
Tim Burke est un choix de deuxième ronde des Pirates de Pittsburgh en 1980. Le 22 décembre 1982, il est transféré aux Yankees de New York avec une pléiade de joueurs des ligues mineures dans une transaction permettant aux Pirates d'acquérir le voltigeur étoile Lee Mazzilli. Un an moins deux jours plus tard, Burke, toujours dans les rangs mineurs, passe des Yankees aux Expos de Montréal en retour du voltigeur Pat Rooney, qui ne compte que quatre matchs d'expérience dans les grandes ligues et ne jouera plus jamais dans les majeures par la suite.
Tim Burke s'avère une aubaine pour les Expos, avec qui il s'impose dès sa saison recrue en 1985. Il est le lanceur le plus fréquemment utilisé dans la Ligue nationale, avec 78 apparitions au monticule. Entré tardivement dans les majeures à l'âge de 26 ans, il remporte 9 victoires contre 4 défaites et clôture sa première saison avec une excellente moyenne de points mérités de 2,93.
Après une seconde saison de 9 victoires, Burke présente une fiche parfaite de 7-0 en 1987 avec une moyenne de points mérités microscopique de 1,19 en 55 parties jouées.
En 1989, il est invité au match des étoiles mais n'a pas l'occasion de lancer durant la partie. Il quitte Montréal en 1991 après une première moitié de saison difficile. Les Expos le transfèrent aux Mets de New York le 15 juillet afin d'acquérir le lanceur partant Ron Darling. Après avoir présenté un dossier perdant et une moyenne élevée de 4,11 chez les Expos durant la première demie de la campagne, Burke se ressaisit chez les Mets, affichant une moyenne de points mérités de 2,75 avec sa nouvelle équipe.
Le 9 juin 1992, le lanceur droitier est impliqué dans un rare transaction entre les deux clubs de la ville de New York, alors que les Mets le cèdent aux Yankees. Il y termine sa carrière.
En 8 saisons dans les majeures, Tim Burke a lancé 699 manches et un tiers et joué dans 262 parties. Sa fiche victoires-défaites est de 49-33 avec 102 sauvetages et 444 retraits sur trois prises. Sa moyenne de points mérités est de 2,72. Elle fut inférieure à 3,00 à cinq occasions, à chaque fois dans l'uniforme des Expos, et une fois inférieure à 2,00.

## Vie personnelle
Alcoolique repenti, Tim Burke est un chrétien born again. Avec son épouse Christine, qu'il a épousée en 1982, il a adopté 5 enfants handicapés : Stephanie, Ryan et Nicole (tous nés en Corée), Wayne (un garçon vietnamien adopté à l'âge de 7 ans) et Jacqueline, née au Guatemala.